# 궤도 이심률

3개의 종류의 케플러 궤도(타원 궤도, 포물선 궤도, 쌍곡선 궤도):
타원 궤도 (이심률 = 0.7)
포물선 궤도 (이심률 = 1)
쌍곡선 궤도 (이심률 = 1.3)

궤도 이심률(軌道 離心率, 영어: orbital eccentricity)은 물체의 궤도가 완벽한 원에서 벗어나 있는 정도를 수치화한 정도이다. 값 0은 완벽한 원을 가리키며, 0 ~ 1은 타원 궤도, 1은 포물선 탈출 궤도, 1 이상은 쌍곡선 궤도를 나타낸다.

## 정의
역제곱 법칙이 적용되는 이체 문제에서, 모든 궤도는 케플러 궤도이다. 이 케플러 궤도들의 이심률은 음수로 나타나지 않는다.
궤도 이심률 값은 다음과 같은 네 가지 값을 가질 수 있다.
- 원 궤도: e = 0
- 타원 궤도: 0 < e < 1 (타원 참조)
- 포물선 궤도: e = 1 (포물선 참조)
- 쌍곡선 궤도: e > 1 (쌍곡선 참조)

궤도 이심률 e는 다음과 같이 주어진다.
{\displaystyle e={\sqrt {1+{\frac {2EL^{2}}{m_{\text{red}}\alpha ^{2}}}}}}
E는 총 궤도 에너지이고, L은 각운동량, mred은 환산 질량을 나타내며, α는 역제곱 법칙 중심력(중력이나 전자기력 등)의 계수이고 다음과 같이 주어진다.
{\displaystyle F={\frac {\alpha }{r^{2}}}}
(α는 인력일 때 음수이고, 척력일 때 양수이다.)
또는 중력의 경우에는 다음과 같다.
{\displaystyle e={\sqrt {1+{\frac {2\varepsilon h^{2}}{\mu ^{2}}}}}}
ε는 고유 궤도 에너지(총 에너지를 환산 질량으로 나눈 값)이고, μ는 총 질량에 비례하는 표준 중력 변수이며, h는 특정 상대 각운동량(각운동량을 환산 질량으로 나눈 값)이다.
e의 값이 0에서 1까지 증가함에 따라 궤도의 형태는 가늘고 긴 타원이 되고, e의 값이 1에서 무한대까지 증가함에 따라 쌍곡선 모양 궤도는 쌍곡선의 분점이 접힌 정도를 2 아크코시컨트 e°로 만들고, 범위는 180° ~ 0°이다. 타원과 쌍곡선의 경계, 즉 e=1일 때는 포물선이 된다.
방사형 궤도들은 이심률이 아닌 궤도의 에너지에 따라 타원, 포물선, 쌍곡선으로 나뉜다. 방사형 궤도들은 각운동량을 전혀 갖고 있지 않은 이유로 이심률은 항상 1이다. 에너지를 유지한 상태에서 각운동량을 줄이면, 타원, 포물선, 쌍곡선 궤도들은 각각 모두 e=1인 상태에서 각 방사형 궤도들의 유형 중 하나로 나타나게 된다.
쌍곡선 궤도에서의 척력(방사형 포함) 또한 이에 적용될 수 있다.
타원 궤도에서는, 단순한 증명을 통하여 아크사인({\displaystyle e})의 값은 투영 각도를 나타내어, 완벽한 원을 해당 각도에서 보았을 때 보이는 타원의 이심률이 처음 e의 값과 동일해진다. 예시로, 수성의  이심률은 e = 0.2056인데, 여기서 첫 번째로 아크사인의 값을 찾아 투영 각도가 11.86°임을 찾고, 그 다음에는 아무런 둥그런 물체(커피 잔이라던지)를 그 각도만큼 기울여 보았을 때 보이는(눈에 투영되는) 타원의 이심률은 동일하게 0.2056일 것이다.

## 계산
궤도 이심률은 이심률 벡터의 등급처럼 궤도 상태 벡터에서 계산될 수 있다.
{\displaystyle e=\left|\mathbf {e} \right|}
- e는 이심률 벡터이다.

타원 궤도에서 또한 궤도 근지점(rp = a(1 − e))과 원지점(ra = a(1 + e))을 통해서 계산해낼 수 있고, a는 궤도 긴반지름이다.
{\displaystyle {\begin{aligned}e&={{r_{\text{a}}-r_{\text{p}}} \over {r_{\text{a}}+r_{\text{p}}}}\\&=1-{\frac {2}{{\frac {r_{\text{a}}}{r_{\text{p}}}}+1}}\end{aligned}}}
- ra는 원지점까지의 거리이다(즉, 타원의 초점, 또는 그 계(系)의 질량중심으로부터 가장 먼 거리를 말한다).
- rp는 근지점까지의 거리이다(즉, 위와 비슷하게 가장 가까운 거리를 말한다).

또한 타원 궤도의 이심률은 근지점과 원지점 간의 비율을 얻기 위해서도 사용할 수 있다.
{\displaystyle {{r_{\text{p}}} \over {r_{\text{a}}}}={{1-e} \over {1+e}}}
지구의 경우, (궤도 이심률) ≈ 0.0167 이고, 원지점 = 원일점이며 근지점 = 근일점 이므로, 원지점과 근지점 간의 비율 ra/rp= (가장 긴 거리) / (가장 짧은 거리) ≈ 1.034이다.

## 예시
| 천체             | 이심률  |
| ---------------- | ------- |
| 트리톤           | 0.00002 |
| 금성             | 0.0068  |
| 해왕성           | 0.0086  |
| 지구             | 0.0167  |
| 타이탄           | 0.0288  |
| 천왕성           | 0.0472  |
| 목성             | 0.0484  |
| 토성             | 0.0541  |
| 달               | 0.0549  |
| 1 세레스         | 0.0758  |
| 4 베스타         | 0.0887  |
| 화성             | 0.0934  |
| 10 히기에이아    | 0.1146  |
| 마케마케         | 0.1559  |
| 하우메아         | 0.1887  |
| 수성             | 0.2056  |
| 2 팔라스         | 0.2313  |
| 명왕성           | 0.2488  |
| 3 유노           | 0.2555  |
| 324 밤베르가     | 0.3400  |
| 에리스           | 0.4407  |
| 네레이드         | 0.7507  |
| 90377 세드나     | 0.8549  |
| 핼리 혜성        | 0.9671  |
| 헤일-밥 혜성     | 0.9951  |
| 이케야-세키 혜성 | 0.9999  |

지구의 궤도 이심률은 현재 약 0.0167으로, 거의 원형에 가깝다. 금성과 해왕성은 심지어 이보다 더 낮다. 수백 수천만 년 동안, 지구의 궤도 이심률은 다른 행성들의 영향으로 인하여 0.0034 ~ 0.058 사이에서 변화해 왔다(그래프 보관됨 2018-01-06 - 웨이백 머신 참조).
옆의 표는 모든 행성들과 왜행성, 그리고 몇몇 소행성, 혜성, 위성들을 표시해 놓았다. 수성은 태양계 행성 중 가장 이심률이 크며(e = 0.2056), 이 때문에 수성은 근일점에서 원일점보다 두 배 정도의 태양 복사를 더 받는다. 한편, 명왕성이 2006년 행성 자격을 잃어버리기 전까지는 행성 중 이심률이 가장 컸었다(e = 0.248). 몇몇 해왕성 바깥 천체들은 두드러질 정도의 이심률을 갖고 있으며, 이는 왜행성 에리스(0.44)도 포함한다. 심지어는 90377 세드나는 매우 큰 이심률(0.855)을 갖고 있는데, 세드나의 원일점은 937 AU, 근일점은 76 AU로 측정되었다.
태양계 소행성들은 대부분 0 ~ 0.35 내외의 값을 가지며, 평균값은 0.17이다. 비교적 큰 이심률의 값은 과거에 일어났던 충돌이나 목성의 영향에 의해 그런 것으로 생각된다.
달의 이심률은 0.0549로, 태양계의 커다란 위성들 중 가장 이심률이 크다. 네 갈릴레이 위성의 이심률은 0.01에도 미치지 못하고, 해왕성의 위성인 트리톤의 이심률은 16×10-5(0.000016)으로 태양계 천체 중 가장 이심률이 작다. 하지만 작은 위성들(대부분 불규칙 위성)의 이심률은 큰 편이다(예시로, 해왕성의 위성 중 세 번째로 큰 네레이드의 이심률은 0.75이다).
혜성들의 이심률은 매우 다양하다. 주기 혜성들의 이심률은 대체로 0.2 ~ 0.7이며, 매우 궤도가 찌그러진 몇몇 혜성들의 이심률은 거의 1에 육박한다. 예시로, 핼리 혜성의 이심률은 0.967이다. 주기를 갖지 않는(거의 포물선 궤도를 도는) 혜성들은 더더욱 1에 가깝다. 예로 헤일-밥 혜성의 이심률은 0.995이고, 혜성 C/2006 P1 (맥나우트)의 이심률은 1.000019이다. 헤일-밥 혜성의 이심률은 1보다 작기 때문에, 타원 궤도를 돌고 언젠가는 돌아올 것이다. 맥나우트 혜성은 행성들의 영향권 안에 있을 때는 쌍곡선 궤도를 갖지만, 아직은 태양을 105년 주기로 돌고 있다. 현재의 2010년 역기점에서는 혜성 C/1980 E1이 현재까지 알려진 천체 중 가장 이심률이 크고, 이 혜성의 이심률은 1.057이다. 이 혜성은 영원히 태양계를 떠날 예정이다.

## 평균 편심률
평균 편심률은 긴 시간 동안 일어난 섭동의 영향으로 일어난 이심률 변화의 평균이다. 현재 해왕성의 이심률은 0.0113이지만, 1800년부터 2050년까지의 평균 편심률은 0.00859이다.

## 기후적 영향
궤도물리학은 계절의 지속 기간이 지구의 궤도가 지점과 분점 사이의 공간을 휩쓸고 지나가는 면적이 클수록 길어지며, 따라서 만약 이심률이 극단적으로 커진다면 원일점 쪽에서 나타나는 계절이 오래 지속될 것이다고 예측한다. 현재 지구에서는, 지구가 근일점에 접근할수록(태양에 가까워질수록) 북반구는 가을을 지나 겨울로 향하고, 한편 남반구에서는 반대되는 계절이 나타나고 있다. 결과적으로, 북반구에서는 가을과 겨울이 봄과 여름보다 살짝 짧다. 하지만, 전 지구적으로 보았을 때는 남반구는 오히려 봄과 여름이 살짝 짧음으로서 균형이 맞는다. 2006년에는 밀란코비치 주기에 따라 북반구의 여름이 겨울보다 4.66일 더 길었고, 봄은 가을보다 2.9일 더 길었다.
장축단선의 세차운동 또한 지구의 지점과 분점의 위치를 느리게 바꾸고 있다. 참고로, 이 움직임은 지구의 "궤도"를 바꾸는 것이지 지구의 자전축을 바꾸는 것이 아니다(자전축 변화는 자전축의 세차운동 참조). 다음 1만 년 동안, 북반구의 겨울은 조금씩 길어질 것이고 여름은 조금씩 짧아질 것이다. 하지만, 한 쪽이 차가워짐에 따라 반대쪽은 따뜻해지는 것처럼 어떠한 영향도 반대의 영향을 받을 것이다.

## 외계 행성
발견된 외계 행성들 중에서, 많은 행성들은 태양계보다 큰 궤도 이심률을 갖고 있다. 궤도 이심률이 낮은 외계 행성들은 항성에 가까워 조석 고정되어 있는 상태이다. 태양계의 여덟 행성들은 모두 원에 가까운 궤도를 가지고 있지만, 외계 행성들 중에서 태양계처럼 궤도 이심률이 낮은 행성들은 귀하고 특이한 편에 속한다. 한 이론은 이를 태양계의 특성으로
보고, 다른 이론은 태양계의 특이한 소행성대로 인하여 이러한 현상이 생겼다고도 본다. 태양계는 소행성대, 카이퍼 대, 오르트 구름등과 같이 특이한 미행성대가 있어 행성들을 원 궤도가 되게끔 만들었다는 것이다. 발견된 외계 행성계들은 미행성대 자체가 발견되지 못하였다. 대전이 가설 또한 행성들이 왜 원에 가까운 궤도를 가지고 있는지를 설명할 수 있다.

## 같이 보기
- 이심률
- 균시차
- 밀란코비치 주기
- 궤도